# آبه ایسوئو
آبه ایسوئو ((به ژاپنی: 安部 磯雄 Abe Isoo); ۴ فوریهٔ ۱۸۶۵ – ۱۰ فوریهٔ ۱۹۴۹) استاد دانشگاه، جامعه‌شناس، و سیاستمدار اهل ژاپن بود.